# وكالة السفر الحكومية في جمهورية أذربيجان
وكالة السفر الحكومية في جمهورية أذربيجان (بالأذرية: Azərbaycan Respublikası Dövlət Turizm Agentliyi) هي هيئة أُنشئت بموجب مرسوم رئيس جمهورية أذربيجان بشأن بعض التدابير بهدف تحسين إدارة الدولة في مجال الثقافة والسياحة.

رئيس وكالة السفر الحكومية في جمهورية أذربيجان هو فؤاد ناجييف.

## التاريخ
أُسِّست الوكالة على أساس وزارة الثقافة والسياحة لكنها تتبع لوزارة الثقافة في جمهورية أذربيجان. أُعلن عن افتتاح وكالة السفر الحكومية هذه في 20 أبريل من عام 2018 وفي 24 أبريل من نفس العام تم تعيين فؤاد همبات أوغلو ناجييف رئيسًا لوكالة السفر الحكومية. ثم في 21 أبريل ووفقًا لمرسوم صادر من رئيس جمهورية أذربيجان؛ تم منح مجلس وزراء الجمهورية حق التحكم في الوكالة الحكومية.